# Mohd Mumtazali
Mohd Sahan Mumtazali (ur. 5 marca 1986) – brunejski piłkarz występujący na pozycji bramkarza, reprezentant swego kraju, w którym to grał w 2009 roku.

## Kariera klubowa
Mumtazali karierę klubową rozpoczął w 2006 roku w rodzimym klubie QAF FC, którego barwy reprezentuje do dzisiaj (26 lipca 2012).

## Kariera reprezentacyjna
Mumtazali grał w reprezentacji w 2009 roku. Wystąpił w trzech oficjalnych meczach.